# Sveriges folkhälsominister
Folkhälsominister har i Sverige periodvis varit beteckningen på ett statsråd på Socialdepartementet. Folkhälsoministern har varit ett så kallat konsultativt statsråd och därmed inte varit departementschef. 
Målet för politikområdet är att folkhälsan ska förbättras för de grupper i samhället som är mest eftersatta ur hälsosynpunkt. Med folkhälsa menas det allmänna hälsotillståndet för hela eller delar av befolkningen samt hälsans utveckling och hur den fördelas i befolkningen.
Efter riksdagsvalet 2010 avskaffades folkhälsoministern och dessa frågor sorterade istället under socialminister Göran Hägglund. Beteckningen återinfördes av regeringen Löfven I med utnämnandet av Gabriel Wikström till folkhälso-, sjukvårds- och idrottsminister 2014. Wikström efterträddes i maj 2017 av Annika Strandhäll. Från den 27 juli 2017 ändrades hennes beteckning till socialminister. I regeringen Löfven II, som tillträdde den 21 januari 2019, har Lena Hallengren titeln socialminister.

## Svenska folkhälsoministrar
| Nr |  | Sjukvårdsminister                   | Titel                                      | Tillträdde      | Avgick         | Varaktighet         | Parti | Parti              | Regering                  |
| -- |  | ----------------------------------- | ------------------------------------------ | --------------- | -------------- | ------------------- | ----- | ------------------ | ------------------------- |
| 1  |  | Morgan Johansson (född 1970)        | Folkhälso- och socialtjänstminister        | 21 oktober 2002 | 6 oktober 2006 | -1 år och 350 dagar |       | Socialdemokraterna | Persson S                 |
| 2  |  | Maria Larsson (född 1956)           | Äldre- och folkhälsominister               | 6 oktober 2006  | 5 oktober 2010 | 3 år och 364 dagar  |       | Kristdemokraterna  | Reinfeldt M – C – FP – KD |
| 3  |  | Gabriel Wikström (född 1986)        | Folkhälso-, sjukvårds- och idrottsminister | 3 oktober 2014  | 5 maj 2017     | 2 år och 214 dagar  |       | Socialdemokraterna | Löfven I S – MP           |
| 4  |  | Annika Strandhäll (tf.) (född 1975) | Folkhälso-, sjukvårds- och idrottsminister | 5 maj 2017      | 27 juli 2017   | 0 år och 83 dagar   |       | Socialdemokraterna | Löfven I S – MP           |